# Shaktoolik
Shaktoolik (Saqtuliq en Iñupiaq) est une localité d'Alaska aux États-Unis située dans la région de recensement de Nome, Sa population était de 251 habitants en 2010.

## Situation et climat
Elle est située sur la rive est de Norton Sound, à 201 km à l'est de Nome et à 53 km au nord d'Unalakleet.
Les températures moyennes vont de −20 °C à −12 °C en janvier, et de 8 °C à 17 °C en juillet.

## Histoire

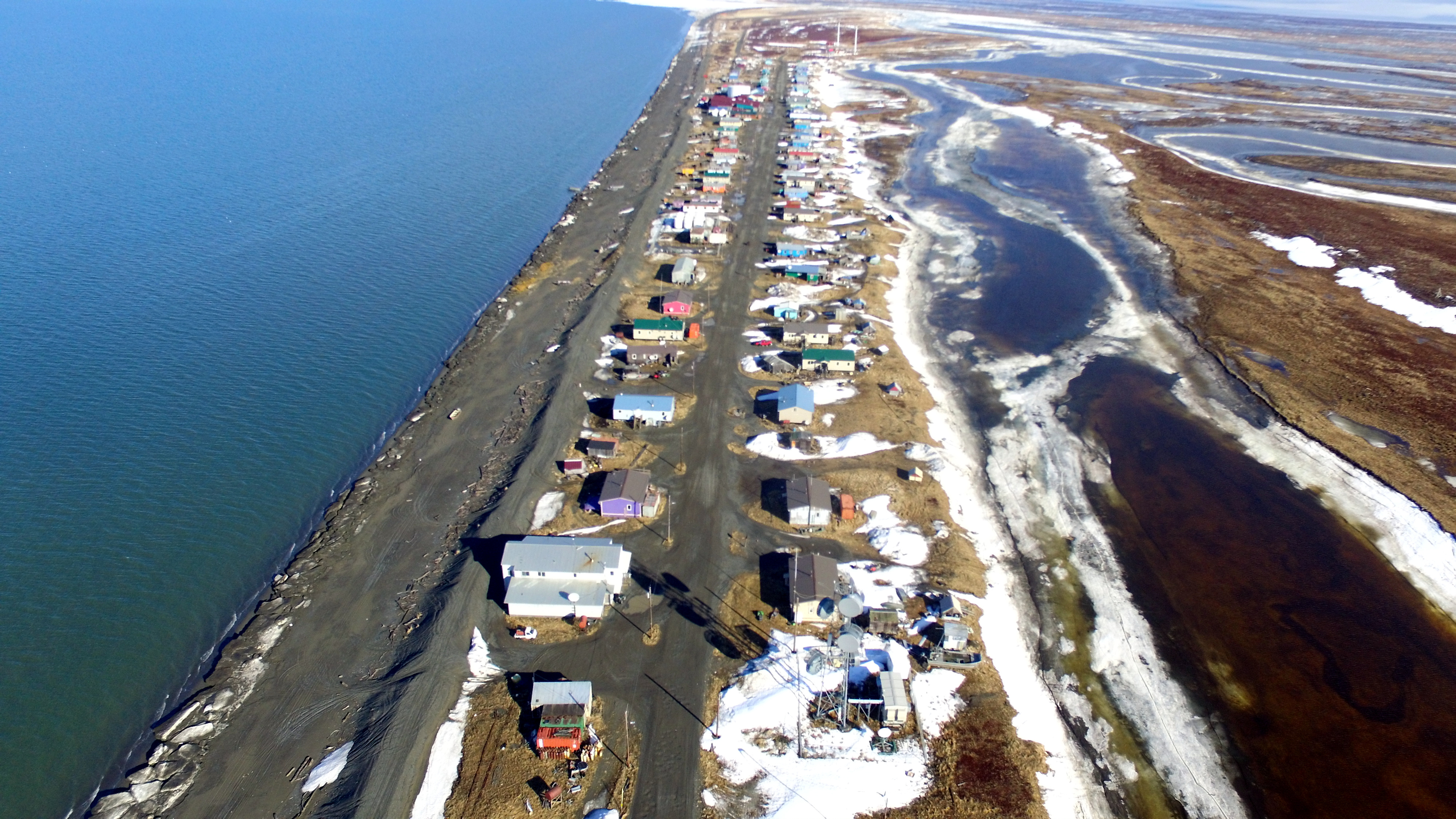
Shaktoolik Alaska - Photo drone

Shaktoolik a été le premier établissement eskimo sur le Norton Sound, son occupation remonte à 1839. Toutefois, à 19 km au nord-est, sur le cap Denbigh, un site nommé Iyatayet a été découvert avec des vestiges datant de 6 000 à 8 000 ans.
En 1905 des troupeaux de rennes y ont été exploités. Le village était à l'origine situé 10 km en amont de la rivière Shaktoolik, et s'est déplacé vers son embouchure en 1933. Le lieu étant victime de violents orages et rafales de vent, le village s'est une fois de plus déplacé jusqu'à son emplacement actuel, en 1967.
L'économie locale est une économie de subsistance, basée sur la mer et sur la chasse et la cueillette.

## Démographie
| 1880 | 1890 | 1920 | 1930 | 1940 | 1950 |
| ---- | ---- | ---- | ---- | ---- | ---- |
| 60   | 38   | 73   | 104  | 128  | 127  |

| 1960 | 1970 | 1980 | 1990 | 2000 | 2010 |
| ---- | ---- | ---- | ---- | ---- | ---- |
| 187  | 151  | 164  | 178  | 230  | 251  |

### Source
- (en) CIS